# Municipio de Mill Creek (condado de Izard)
El municipio de Mill Creek (en inglés: Mill Creek Township) es un municipio ubicado en el condado de Izard en el estado estadounidense de Arkansas. En el año 2010 tenía una población de 2173 habitantes y una densidad poblacional de 32,91 personas por km².

## Geografía
El municipio de Mill Creek se encuentra ubicado en las coordenadas 36°3′42″N 91°54′40″O / 36.06167, -91.91111. Según la Oficina del Censo de los Estados Unidos, el municipio tiene una superficie total de 66.03 km², de la cual 66,03 km² corresponden a tierra firme y (0 %) 0 km² es agua.

## Demografía
Según el censo de 2010, había 2173 personas residiendo en el municipio de Mill Creek. La densidad de población era de 32,91 hab./km². De los 2173 habitantes, el municipio de Mill Creek estaba compuesto por el 97,28 % blancos, el 0,23 % eran afroamericanos, el 0,78 % eran amerindios, el 0,23 % eran asiáticos, el 0,46 % eran de otras razas y el 1,01 % eran de una mezcla de razas. Del total de la población el 1,66 % eran hispanos o latinos de cualquier raza.